# 阿林娜·費多羅夫采娃
阿林娜·謝爾蓋耶芙娜·費多羅夫采娃（俄語：Арина Сергеевна Федоровцева，2004年1月19日—；又譯阿丽娜·费多洛夫塞娃），俄羅斯女子排球運動員，身高1.9米，司職主攻位置，俄羅斯國家女子排球隊成員。現時效力於費內巴切女排俱樂部。

## 運動生涯
費多羅夫采娃在15歲就加入俄羅斯職業聯賽的喀山迪納摩女排（Dynamo Kazan），展開她的職業生涯。
另外，她在青少年的國際比賽中橫掃數了不少個人獎項，例如2019年歐洲U16錦標賽的最佳主攻和最佳得分球員，另外2020年U18世界錦標賽獲得四個獎項，分別為最佳主攻、最佳發球員、最佳得分球員，以及最有價值球員（MVP）。
2021年正式成為俄羅斯國家女子排球隊隊員。由於隊中主力主攻帕鲁贝茨受傷以及塔蒂亚娜·科舍列娃退出國家隊。所以費多羅夫采娃便立即上位，以17歲之齡擔任隊中的主攻手，並以主力身份參加2021年世界女排聯賽及2020東京奧運。
此外，在職業聯賽方面，她在2021/22賽季起轉戰土耳其超級聯賽，並加盟費內巴切女排俱樂部 。在2021年世界女排俱乐部锦标赛獲得最佳主攻。在2024/25賽季首次征戰亞洲聯賽，加盟中国女排超級联赛的上海光明優倍女排。

## 個人榮譽
- 2019年歐洲U16女排錦標賽：最佳主攻、最佳得分球員
- 2020年世界U18女排錦標賽：最佳主攻、最佳發球員、最佳得分球員、最有價值球員（MVP）
- 2021年世界女排俱乐部锦标赛：最佳主攻

## 外部連結
- Player profile （页面存档备份，存于） - 費內巴切女排俱樂部官方網站
- Player Profile （页面存档备份，存于） -CEV